# توماس هابسون (بازیگر)
توماس هابسون ( انگلیسی: Thomas Hobson؛ ۸ ژوئن ۱۹۸۲) بازیگر، بازیگر تئاتر، بازیگر تلویزیون، و صداپیشه ارمنی‌تبار اهل ایالات متحده آمریکا بود. وی از سال ۱۹۹۰ تا کنون مشغول فعالیت است.

## زندگی‌نامه
وی در ۸ ژوئن ۱۹۸۲ در اتلبارو، ماساچوست به دنیا آمد و بازیگری را زمانی که ۶ سال سن داشت شروع کرد. وی در ۲۰۰۴ با مدرک بی‌ای در رشته مطالعات تئاتر از دانشگاه ییل فارغ‌التحصیل گشت. وی در سال ۱۹۹۶ نامزد جایزه هنرمند جوان بهترین اجرا در یک تله‌فیلم/رسانه خانگی به‌خاطر پنجره عقبی شد.

## گزیده فیلم‌شناسی
- رنگ‌های زنده (۱۹۹۲)
- کادر آموزشی (فیلم) (۱۹۹۶)
- گام به گام (مجموعه تلویزیونی) (۱۹۹۷)
- ذهن‌های جنایتکار (۲۰۱۳)
- سرمایه‌گذاری آزاد (فیلم) (۱۹۹۹)
- خیال‌بافی (۲۰۰۸)
- دوازده ساعت شیفت (فیلم) (۲۰۲۰)